# کسکید (کلرادو)
کسکید (به انگلیسی: Cascade) یک منطقهٔ مسکونی در ایالات متحده آمریکا است که در شهرستان ال پاسو، کلرادو واقع شده‌است. کسکید ۲٬۲۴۹٫۱۵ متر بالاتر از سطح دریا واقع شده‌است.